# Irmtraut Hieblinger
Irmtraut Hieblinger (* 10. Mai 1928; † 25. Juli 1997) war eine österreichische Dichterin.

## Leben und Wirken
Irmtraut Hieblinger wurde am 10. Mai 1928 als Tochter von Maria († 1987) und Josef Hieblinger († 1947) geboren. Bereits in den Jahren 1936, 1937 und 1938 schrieb sie des Öfteren an die österreichische Monatszeitschrift Die Frau und Mutter und wurde laut ANNO – AustriaN Newspapers Online in zumindest acht Ausgaben namentlich erwähnt. In der Oktoberausgabe 1937 war unter anderem ein Foto Hieblingers abgebildet. Bei einer Lesung unter dem Titel Eine Stunde mit jungen Dichterinnen der von Elisabeth Muhr-Jordan geleiteten Gaufrauenschaft für Wien hatte sie am 19. Oktober 1944 ihr Gedicht Rauhnacht vorgetragen. Hierbei wurde sie für ihre „weit über ihr Alter hinausgehende Gedankentiefe und Sprechmeisterschaft“ gelobt. Bei dieser Veranstaltung kam es zu Lesungen von Gerda Benesch, Elisabeth Effenberger oder Emmy Wohanka, sowie von Helmtraude Dienel, Ingeborg Teuffenbach und Getrud Zelger. Auch Elfriede Ott – damals bereits als Schauspielerin am Burgtheater aktiv – betätigte sich als Vorleserin. In der Weltpresse, einer zeitgenössischen österreichischen Tageszeitung, wurden in der Ausgabe vom 31. Mai 1946 drei Gedichte Hieblinger (Mater dolorosa, Baum im Frühjahr und Abendlied) abgedruckt. Im November 1946 wurde ihr Gedicht Baum im Frühjahr anlässlich des Lieder- und Arienabends Neue Stimmen im Schubert-Saal des Wiener Konzerthauses vertont. Bei der Uraufführung dieses Kunstliedes traten Emma Maria Ghezzi, Mila Sutter, Ernst Gruber und der Komponist Erwin Kosch, mit dem sie auch in späteren Jahren noch zusammenarbeiten sollte, in Erscheinung. Am Flügel wurden sie von Fritz Illing, der Werke von Wolfgang Amadeus Mozart, Giacomo Puccini und anderen Komponisten spielte, begleitet. Nur wenige Monate später starb ihr Vater im Alter von 48 Jahren und wurde auf dem Südwestfriedhof in Meidling beigesetzt. Die Mutter überlebte den Vater um 40 Jahre, starb im Jahr 1987 mit 89 Jahren und wurde an der Seite ihres Ehemannes beerdigt. Am 25. Juli 1997 starb Irmtraut Hieblinger im Alter von 69 Jahren und wurde am 13. August 1997 ebenfalls im Familiengrab (Gruppe 40, Reihe 11, Nummer 18) beigesetzt.

## Werke
- Rauhnacht
- 1944: Mater dolorosa
- 1944: Baum im Frühjahr
- 1944: Abendlied